# Antonio Freire de Andrade
Antonio Freire de Andrade (* 1580 in Oleiros; † 19. März 1634 in Velha Goa) war ein portugiesischer Jesuit, Missionar und Forschungsreisender. Er überquerte 1625 als erster Europäer den Himalaya.

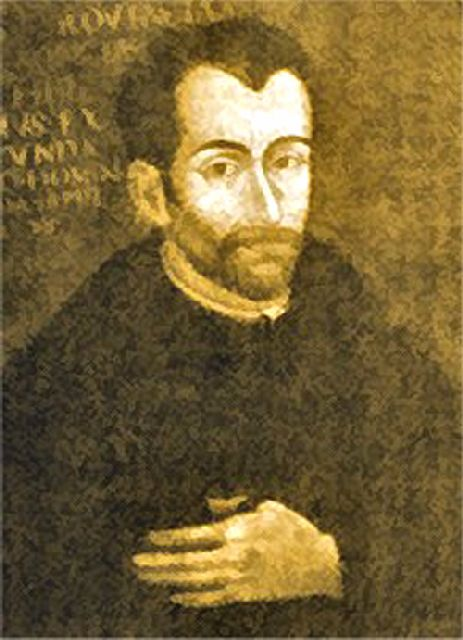
Antonio de Andrade

## Leben
1596 trat Andrade der Gesellschaft Jesu bei und wurde vier Jahre später nach Indien geschickt. Dort war er auf der Insel Salsette als Missionar tätig, später als Rektor der Kollegien von Rachol und St. Paulo in Goa, bis er mit der Leitung der Missionsstationen im Mogul-Reich betraut wurde. Seine Reise nach Tibet begann er 1624 in Agra, Indien, wo er sich als Hindu verkleidet mit Manuel Marques auf die Reise begab. Er besuchte die Stadt Badrinath. Auf dieser Reise durchquerten die beiden Jesuiten als erste Europäer den Himalaya (Manapass, 1625). 1625 gründete er in Tsaparang, Tibet, eine Mission. Später war er als Missionar in Tibet und Kaschmir tätig.